# Karl Witti
Karl Witti (* 1947 in Miesbach; † 2. Januar 2022 in Eresing) war ein deutscher Zeichner, Kunst- und Theatermaler.

## Biografie
Karl Witti studierte von 1967 bis 1972 an der Akademie der Bildenden Künste in München und wurde anschließend Zeichenlehrer an der Berufsfachschule für Holzbildhauer und Schnitzer in Oberammergau. Nach kurzer Zeit quittierte er die beamtete Stellung und arbeitet seither als freischaffender Künstler und Theatermaler, u. a. für das Volkstheater München, Residenztheater München, die Münchener Kammerspiele und das ZDF. 1990, 2000 und 2010 leitete Karl Witti die Bühnenmalerei für die Oberammergauer Passionsspiele, im Jahr 2000 in Zusammenarbeit mit Alfons Ostermeier und Hans Reindl (Bühnenbildentwürfe: Stefan Hageneier).
In seinen zeichnerischen Werkreihen thematisiert Witti die utopische Einheit von Mensch und Natur, ein postindustrielles Arkadien im Kontext politischer und gesellschaftlicher Themen, von Naturzerstörung und Klimawandel, die an die Vorstellungswelt von Jean-Jacques Rousseau und Henry David Thoreau erinnern. Weitere Arbeitszyklen, beeinflusst durch Franz Kafka und Günter Eich, interpretieren historische Themen und Persönlichkeiten aus einer verfremdeten Zeitperspektive. Die Bilder erzählen „Geschichten“ die oft mit einer poetischen Bildinschrift korrelieren und den Zeichnungen einen romantischen Akkord verleihen. Das Hintergrundmotiv ist die sanfte, lautlose Rückeroberung bewohnter Stätten durch die Kräfte der Vegetation. Witti konstruiert eine fiktive Zukunft, in welcher unsere Zivilisation nur noch eine ferne Erinnerung ist und die zeitlose Ordnung der Natur wiederhergestellt ist. Über die Bildgegenstände legt sich eine mythische Bedeutungsebene: So sind zum Beispiel Vögel immer Boten der Freiheit und Autobahnen Symbole der Gegenwart. Seine symbolischen Landschaften prägen intensive Recherchen über nomadische Ethnien und bedrohte Völker, die mit der Natur leben, ohne von ihr Besitz ergreifen zu wollen, und Naturstudien im Pflaumdorfer Moos an seinem Wohnort in Eresing. Über die Jahre ist ein komplexer Bildkanon entstanden, der Widerspruchsgeist und Sinnsuche seiner Generation spiegelt.

## Werkprozess
„Die teils fotorealistischen Arbeiten sind mit leicht zirkulierendem Bleistift gezeichnet. Unzählige Rotationen ergeben den ersten „Abdruck“ des Bildes, der sich mit einer überbelichteten Fotografie vergleichen lässt. In weiteren Arbeitsgängen werden die Flächen verdichtet, bis eine Skala von sublimen Abstufungen von tiefschwarzen bis zarten Grautönen entsteht. Nicht das Formale, sondern das Formulierte steht im Vordergrund. In neueren Arbeiten setzte Witti verstärkt Farbe ein“.

## Werkreihen
- Baumbilder
- Baumgedichte
- Verwandlungen
- Die Wiederkehr der großen Wälder
- Ein Brief aus Samarkand
- Herr Matthias Kneißl fährt nach Amerika
- Ularuasien
- Gegenwelten – eine Zeitreise in die Jugend
- Anderswelt
- Erinnerungsbilder
- Riders on the storm
- Krieg gegen die Natur

## Öffentliche Sammlungen
- Neues Stadtmuseum Landsberg am Lech
- Landratsamt Landsberg am Lech
- Stadtmuseum München Ein großer Teil der Arbeiten befindet sich in Privatbesitz. Karl Witti wurde zeitweise von Galerie von Maltzahn fine arts in München vertreten.

## Ausstellungen
Ausstellungen u. a. in München (Kunstsalon, Kunstpavillon), Landsberg am Lech (Stadtmuseum), Augsburg (Große schwäbische Kunstausstellung, Abraxas), Kitzingen (Historisches Rathaus)

## Auszeichnungen
- Kunstpreis des Landkreises Landsberg am Lech 2018[4]